# Fredrik Backman
Fredrik Backman  (Helsingborg, 2. lipnja 1981.), švedski kolumnist, bloger i književnik. Autor je više romana koji su bili bestseleri u Švedskoj. Prevedeni su i objavljivani na više od 25 jezika.

## Životopis
Fredrik Backman je odrastao u Helsinborgu. Pisao je za Helsingboorgs Dagblad i Moore Magazine. Započeo je karijeru kao bloger i kolumnista. Proslavio se kao romanopisac 2012. godine s knjigom  Čovjek po imenu Uve (En man som heter Ove). Na osnovu te knjige snimljen je film koji je prvi put prikazan 25. prosinca 2015. godine. Prava na njegovo najnovije djelo, Beartown, kupila je švedska kompanija Fimlance i uskoro će biti TV adaptirana.
Oženjen je Nedom Backman i imaju dvoje djece.

## Djela
Backmanovi romani su smiješni i dirljivi, priče običnih ljudi protkane hrabrošću. Čovjek po imenu Uve je preveden na 40 jezika i nalazi se na petom mjestu po broju prodatih primjeraka u 2016. godini. Godine 2017. je švedski film snimljen po ovom romanu nominovan za Oskara. 
Povodom Dvadesete Noći knjige 2019. godine objavljen je roman Put do kuće svakog jutra sve je duži (Och varje morgon blir vägen hem längre och längre).
- Čovjek po imenu Uve (2012)
- Moja baka vam se izvinjava (2013)
- Brit-Mari je bila tu  (2014)
- Beartown (2016)
- Put do kuće svakog jutra sve je duži' (2016)

## Vanjske povezice
- Frederik Backman  Arhivirana inačica izvorne stranice od 21. veljače 2016. (Wayback Machine)
- IMDb